# Hafedh Zouabi
Hafedh Zouabi (arabisch حافظ•الزوابي, geb. 7. Februar 1961) ist ein tunesischer Handball-Trainer der Tunesischen Männer-Handballnationalmannschaft.

## Leben
Er begann in jungem Alter beim JS Kairouan und bestritt mit dem Verein 1977 das Finale des tunesischen Kadettenpokals, bevor er 1980 in die A-Mannschaft wechselte. Gleich in seinem ersten Jahr etablierte er sich als Torschütze, erreichte das Finale der Meisterschaft und erzielte im Halbfinale elf Tore.
Es dauerte nicht lange, bis er 1981 in die Nationalmannschaft „B“ und dann „A“ berufen wurde. Mit der Mannschaft des Nationalen Sportinstituts gewann er im Vorbeigehen die Universitätsmeisterschaft im Handball und bestritt 1982 das Finale um den tunesischen Pokal.
In den Jahren 1983–1984 wurde er vom Club Africain rekrutiert, mit dem er mehrere Titel gewann.
Mit seinem Sportlehrer- und Handballtrainerdiplom widmete er sich 1990 der Trainerkarriere und leitete zahlreiche Mannschaften in Tunesien und im Ausland, darunter insbesondere die jordanischen (منتخب الأردن لكرة اليد‎) und tunesischen Mannschaften. Er war verantwortlich für die Vorbereitung des Weltturniers in Danzig (Polen), welches für die Qualifikation zu den Olympischen Sommerspielen 2016 zählte.